# Галати (Ређо ди Калабрија)
Галати (итал. Galati) је насеље у Италији у округу Ређо ди Калабрија, региону Калабрија.
Према процени из 2011. у насељу је живело 259 становника. Насеље се налази на надморској висини од 18 м.